# Пиренейски полуостров
Пиренейският полуостров, Иберийският полуостров или Иберия (на португалски и на испански: Península Ibérica) е голям полуостров в Южна Европа. Обграден е от юг и от изток от Средиземно море и от запад и от северозапад от Атлантическия океан, като от останалата част от Европа го отделя планинската верига на Пиренеите, а от Африка – Гибралтарският проток. На полуострова са разположени държавите Испания, Португалия и Андора, както и малкото британско владение Гибралтар.
Имената му произхождат съответно от планините Пиренеи (които го ограждат от североизток) и от населявалата го в древността народност ибери.

## Брегове
Бреговата линия е разнообразна. На северозапад, по бреговете на Галисия преобладават риасите (дълбоки заливи, които се редуват с добре изразени полуострови), на юг (португалското крайбрежие) реките образуват големи естуари. В най-южните части брегът често е прав, като клифове се редуват с плажове. На североизток реките образуват делти (най-типичната е на река Ебро). На много места се намират удобни заливи, което благоприятства създаването на пристанища и развитието на риболова. В близост до полуострова се намира само една значителна група острови – Балеарските (4144 кв. км), които се приемат като останка от по-голяма потънала суша.

## Релеф и геология
Полуостровът е образуван под въздействието на тектонските сили през два последователни орогена – херцински и алпийски (тоест от 220 до 40 млн. г. назад). Запазени са и ядра с много стари, докамбрийски скали. Преобладават метаморфни и магмени пластове, често – силно нагънати. В средата, в резултат на активна денудационна дейност днес съществува голямо вътрешно плато, известно с името Испанска месета. Неговата средна височина е от 700 до 1000 м. То е разделено на две части от планинската верига Централна Кордилера: на север е Субмесета Норте, а на юг Субмесета Сур.
Най-ниска част от полуострова, където се намират големи крайбрежни низини, е на югозапад (особено Португалската и Андалусийската). През цялата северна част на страната минава верига от планини, която включва Кантабрийските (2613 м) и Пиренейските (3404 м). Те са с подчертан алпийски вид, скалисти и с дълбоки долини, изпъстрени с ледникови езера и множество реки. Другата висока планина – Сиера Невада – се издига на юг, увенчана от най-високия връх на полуострова – Муласен (3478 м). Тя е част от по-голямата планинска система Бетски Кордилери.

## Климат
Очертават се три климатични подзони на субтропичния климат.
- По северното и северозападното крайбрежие решаващо влияние имат атлантическите въздушни маси. Затова климатът се определя като океански, валежите са чести и обилни (от 1000 до 2000 мм). Лятото е прохладно (средни температури 18 – 20°), зимата е мека, често безснежна (6 – 8°).
- В централната част климатът е по-скоро континентален, с големи температурни амплитуди. През зимата се установява максимум на атмосферното налягане, който определя сухо и слънчево време. Температурите са около 28° през лятото и не повече от 5° през зимата. Валежите са оскъдни, около 500 мм, през зимата пада сняг. През лятото се стига до значителни засушавания.
- Южното и източното крайбрежие имат най-ясно изразен субтропичен климат – горещо и дълго лято, кратка и топла зима. Тук се намира най-топлият град в Европа – Севиля със средна годишна температура 18,6°.[3] Климатът е такъв, че най-добре виреят лози и маслини, а за останалите култури е нужно изкуствено напояване.

Значителни части от планините притежават климатични особености, които ги изваждат от типичния средиземноморски климат. Там вали повече, при това с летен максимум, а температурите са по-ниски.

## Води
Пиренейският полуостров има гъста речна мрежа, както и няколко сравнително големи реки. Те имат плувиален режим – зимно пълноводие поради по-големите дъждове и лятно маловодие. Подхранването е предимно дъждовно, само в планините – снежно. По-голямата част, поради особеностите на релефа, е заета от водосборния басейн на Атлантическия океан. Тук са най-дългите реки, заедно с многобройните им притоци – Тахо (Тежу – 1010 км), Дуеро (780 км), Гуадиана (820 км) и Гуадалкивир (560 км). Най-голяма река в басейна на Средиземно море е Ебро (928 км). Тя е най-пълноводна със среден годишен оттог 613 куб. м/сек., следвана от Гуадалкивир (164 куб. м/сек.). По-малки са реките Миньо, Мондегу, Сегура, Хукар. На полуострова няма големи езера – най-чести са крайморските лагуни (като Албуфера край Валенсия) и ледниковите езера в Пиренеите. За сметка на това са построени множество язовири.

## Природа
Съобразно с климата, главната растителност на полуострова са вечнозелените твърдолистни гори и храсти, тук наричани макия, томиляр и гариг. Сред тях са запазени много ендемити, което се дължи на значителната изолираност от останалата част на Европа. Същински гори има само по северните склонове на Кантабрийските планини и южните склонове на Пиренеите. Общо те покриват само 18% от страната. Срещат се много видове дъбове, включително корков, каменен, лузитански, бреза, кестен, клен, липа. Ендемит е Пиренейският бор. Населението отглежда цитрусови плодове, маслини, смокини, бадеми и лози. В Андалуската низина виреят дори тропични растения като захарна тръстика, финикова палма и банани. В северните части са разпространени много горски животни като кафява мечка, вълк, рис, дива коза, а на юг най-характерният вид е безопашатата маймуна макак.

## Население и политическа карта
Към 2020 г. населението е около 58 млн. души. Полуостровът е зает от два големи народа – испанци (47,5 млн.) и португалци (10,2 млн.). И двата са съставени почти само от католици или невярващи, докато другите религии са само 2%. Около 2/3 от хората живеят в градовете, някои от които са милионни: Мадрид (6 млн.), Барселона (5 млн.), Валенсия (1,5 млн.), Лисабон (1,2 млн.), Севиля (1,2 млн.). Стандартът на живот е висок, тъй като от 1986 г. Испания и Португалия са членове на ЕС. Освен тези две държави тук се намират и малкото княжество Андора (в Пиренеите), както и британската отвъдморска теротирия Гибралтар (от 1704 г.). Испания е кралство, а Португалия (от 1910 г.) е република.

## История
Иберия е населена от най-дълбока древност. През ІІІ век пр. н. е. част от полуострова попада под властта на Картаген. Става арена на военни действия през Втората пуническа война (218 – 201 г.). До І век пр. н. е. се налага римска власт и са оформени три големи провинции – Лузитания, Бетика и Тараконенсис. В последвалата епоха страната процъфтява – строят се пътища, театри, дворци, акведукти. През V век се появяват първите германски племена – свевите, които създават свое кралство в северозападния край. Последвани са от вестготите. Тяхна столица става Толедо. В края на VII век цяла Иберия е обхваната от тяхната държава.
През 711 сл. Хр. маврите нападат Иберийския полуостров и изгонват вестоготите (виж Мюсюлмански завоевания на Испания). Първата вълна нашественици включва главно берберски войски, командвани от Тарик ибн Зияд, които дебаркират на край Гибралтар и бързо навлизат във вътрешността. Така възниква Кордовският халифат, който се разпада през Х век В северните краища (Астурия) оцеляват малки християнски общности, които започват контраофанзива. Борбата за отвоюване на Пиренейския полуостров продължава почти седем века и се нарича Реконкиста. В хода ѝ се създават нови държави – Кралствата Астурия, Леон, Кастилия, Навара, Португалия, Арагон и графство Барселона. В техните отношения се редуват войни и съюзи, но общата тенденция е към обединяване. През 1469 г. арагонският крал Фернандо ІІ и кастилската кралица Изабела І сключват брак и поставят основите на бъдещата испанска монархия. В началото на следващото столетие тя инкорпорира Навара, а по-късно и Португалия (1580 – 1640). Португалската революция довежда до възстановяването на последната, затова днес на полуострова има две големи държави.
През XVI век Испания попада под властта на австрийските Хабсбурги и това продължава 200 години. Двете иберийски страни се впускат във Великите географски открития, създават колонии и монополизират търговията с Източните и Западните Индии. Епохата на разцвет приключва със смъртта на последния Хабсбург на испанския трон (1700 г.). В началото на XVIII и началото на ХІХ век полуостровът е обхванат от ожесточени военни действия (Войната за испанското наследство и Полуостровната война). Френски, английски и германски войски бродят по земите му. През 1704 г. англичаните завземат Гибралтар, през 1708 г. – Менорка, но последната е върната на Испания по-късно.
През ХІХ век иберийските страни са обхванати от тежка криза. Това води до революции и до смени на династиите. Бурбоните в Испания оцеляват до днес, но през 1910 г. Португалия става република. След Първата световна война се установяват диктаторски режими – на Салазар в Португалия и на Франсиско Франко в Испания. Португалия е член на НАТО (1949), от 1986 г. двете страни участват в Европейския съюз.